# Nausta
Der Nausta ist ein norwegischer Fluss, der durch das Naustdal in der Gemeinde Sunnfjord führt. Er beginnt in Fimland und mündet unter dem Kletten in den Førdefjord zehn Kilometer nordwestlich von Førde ein. Der Nausta ist einer von Norwegens kleinlachsreichsten Flüssen.

## Geschichte
Da der Fluss im 19. Jahrhundert sehr lachsreich war, wurde von etwa 1840 bis 1900 eine sogenannte Lachssteuer erhoben, die zum Fischen berechtigte. In dieser Zeit wurden auch zwei Kühlhäuser gebaut, die bis Bergen lieferten. Die Sportfischerei am Nausta begann 1892, als ein Engländer eine Angelerlaubnis erwarb. 1897 wurde am Naustdalsfossen eine Lachstreppe gebaut. Durch den Bau einer weiteren Lachstreppe im Jahre 1974 wurde die lachsführende Strecke des Flusses von 4 auf 12 Kilometer verlängert.

## Naturschutz
Im November 2004 wurde der Naustafluss im Auftrag der Jäger- und Fischervereinigung von Sogn og Fjordane vom Norwegischen Instituts für Naturforschung (NINA) in einem Bericht zum Schutz des Wildlachses vorgeschlagen. Der Nausta wurde am 18. Februar 2005 vom Storting unter Naturschutz gestellt, wobei Teile der Senterpartiet dagegen und die Venstre dafür war.